# Eugène Benoist
Eugène Benoist (Nangis, 28 novembre 1831 – Parigi, 23 maggio 1887) è stato un filologo classico e latinista francese.

## Biografia
Dal 1852 studiò presso l'École Normale Supérieure di Parigi. Nel 1862 ottenne il dottorato e cinque anni più tardi divenne docente di letteratura latina a Nancy. Nel 1869 raggiunse il titolo di professore e dal 1871 insegnò presso l'Università di Aix-en-Provence. Nel 1874 tornò a Parigi come supplente insegnando letteratura latina presso la Sorbona, dove finalmente, nel 1876, ottenne di nuovo il ruolo di professore. Nel 1884 fu eletto membro della Académie des Inscriptions et Belles-Lettres.
Curò edizioni critiche di autori latini, in particolare Tito Maccio Plauto, Publio Terenzio Afro, Tito Lucrezio Caro, Publio Virgilio Marone, Quinto Orazio Flacco, Gaio Valerio Catullo, Gaio Giulio Cesare e Tito Livio.
Morì nel 1887, lasciando cinque figli.

## Opere principali
- De personis muliebribus apud Plautum, 1862.
- Titi Macci Plauti Cistellariam, 1863.
- P. Virgilii Maronis Opera. Les oeuvres de Virgile (3 volumi), 1867-72.
- Commentaire sur Lucrèce (livre V, 1-111; 678-1455), 1872.
- Plaute : Morceaux choisis ; publiés avec une préface, 1880 .
- C. Valeri Catulli liber. Les poésies de Catulle (con Eugène Rostand), 1878.
- Les Adelphes, 1881 (Edizione di Adelphoe di Publio Terenzio Afro).
- Commentaires sur la guerre des Gaules : texte latin, 1893.
- Nouveau dictionnaire latin-français (con Henri Goelzer), 1893, 10° edizioni 1925[3][4]